# Uniqa International
Uniqa International (offizielle Schreibweise UNIQA International AG) ist eine 100-prozentige Tochter der Uniqa Insurance Group mit Sitz im Uniqa Tower in Wien.

## Unternehmensgegenstand
Das Unternehmen steuert die Uniqa-Tochtergesellschaften in den 18 Märkten: Albanien, Bosnien, Bulgarien, Italien, Kosovo, Kroatien, Liechtenstein, Nordmazedonien, Montenegro, Polen, Rumänien, Russland, Schweiz, Serbien, Slowakei, Tschechische Republik, Ukraine und Ungarn. Uniqa ist mit insgesamt 40 Gesellschaften in 18 Ländern vertreten und fast 10 Millionen Kunden werden von rund 19.200 Mitarbeitern betreut.